# 收藏精選
《收藏精選》是張信哲的第十八張大碟，第一張粵語新曲加精選大碟，在1997年4月推出，收錄了一首粵語新曲《你如何失戀》，此後他亦約滿百代唱片。

## 曲目
| 曲序 | 曲名                 | 作曲        | 作詞   | 編曲        | 首次收錄專輯                                |
| 01   | 你如何失戀           | Robert Seng | 林夕   | Robert Seng | 第一主打 改編自《摯愛》國語專輯裡的《快樂》 |
| 02   | 沒有人知的故事       | 曹俊鴻      | 張美賢 |             | 思念                                        |
| 03   | 今夜唱甚麼歌         | 張宇        | 林夕   | 杜自持      | 深情                                        |
| 04   | 早知道愛上你         | 李伯健      | 林夕   | 杜自持      | 思念                                        |
| 05   | 註定相愛（彭羚合唱） | 倫永亮      | 張美賢 | 倫永亮      | 深情                                        |
| 06   | 背影                 | 陳世娟      | 張美賢 | 杜自持      | 思念                                        |
| 07   | 最傷心是誰           | 曹俊鴻      | 向雪懷 | 屠穎        | 深情                                        |
| 08   | 他有甚麼好           | 杜自持      | 林夕   | 杜自持      | 深情                                        |
| 09   | 過火                 | 曹俊鴻      | 向雪懷 | 屠穎        | 深情                                        |
| 10   | 不必多說話           | 黃國倫      | 向雪懷 | 屠穎        | 深情                                        |
| 11   | 自你往年離去         | 劉諾生      | 鍾志榮 | 劉諾生      | 思念                                        |

## 唱片版本
- CD版